# Francesco I Manfredi

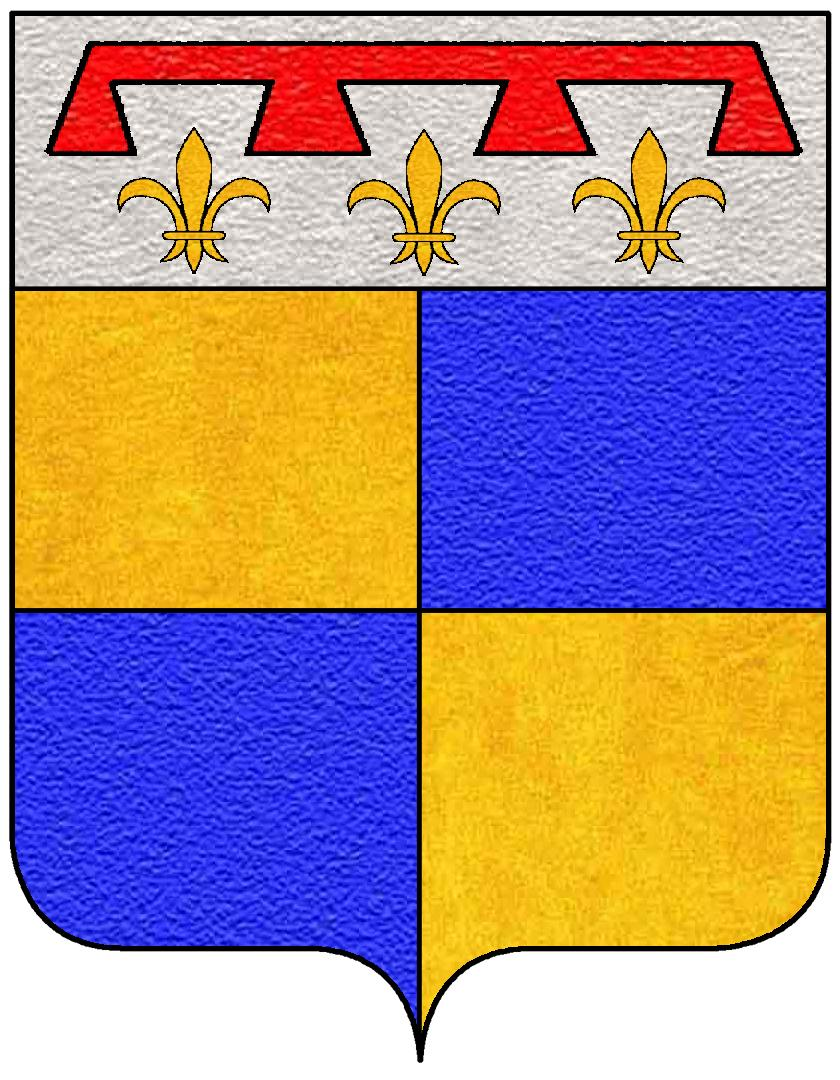
Stemma di Francesco I Manfredi

Francesco Manfredi (1260 circa – Faenza, 29 maggio 1343) è stato Signore di Faenza e di Imola nel XIV secolo.

## Biografia
Era figlio di Alberghetto Manfredi, esponente dalla fazione guelfa in Romagna, dal quale ereditò nel 1309 la signoria su Brisighella, Quarneto e Baccagnano.
Il 4 gennaio 1313 fu nominato "capitano del popolo" di Faenza, e dal 9 settembre 1314 lo fu anche di Imola. Nel 1319 divenne signore assoluto di entrambe le città; nel 1327 fu esonerato da entrambe le cariche, ma riuscì a riconquistare Faenza nel 1340, governando in favore del nipote minorenne Giovanni.
Morì a Faenza nel 1343.

## Discendenza
Era sposato con Rengarda Malatesta, figlia di Malatesta da Verucchio signore di Rimini, dalla quale ebbe 9 figli tra i quali:
- Ricciardo, terzo signore di Faenza
- Alberghetto, secondo signore di Faenza
- Malatestino (?-1336).

Tra essi, anche due figli naturali: Beltramo e Nasimbene.